# نفرتون
نفرتون (به انگلیسی: Nafferton) یک روستا و محله مدنی در بریتانیا است که در East Riding of Yorkshire واقع شده‌است. نفرتون ۲٬۴۳۳ نفر جمعیت دارد.